# ILY (znak)

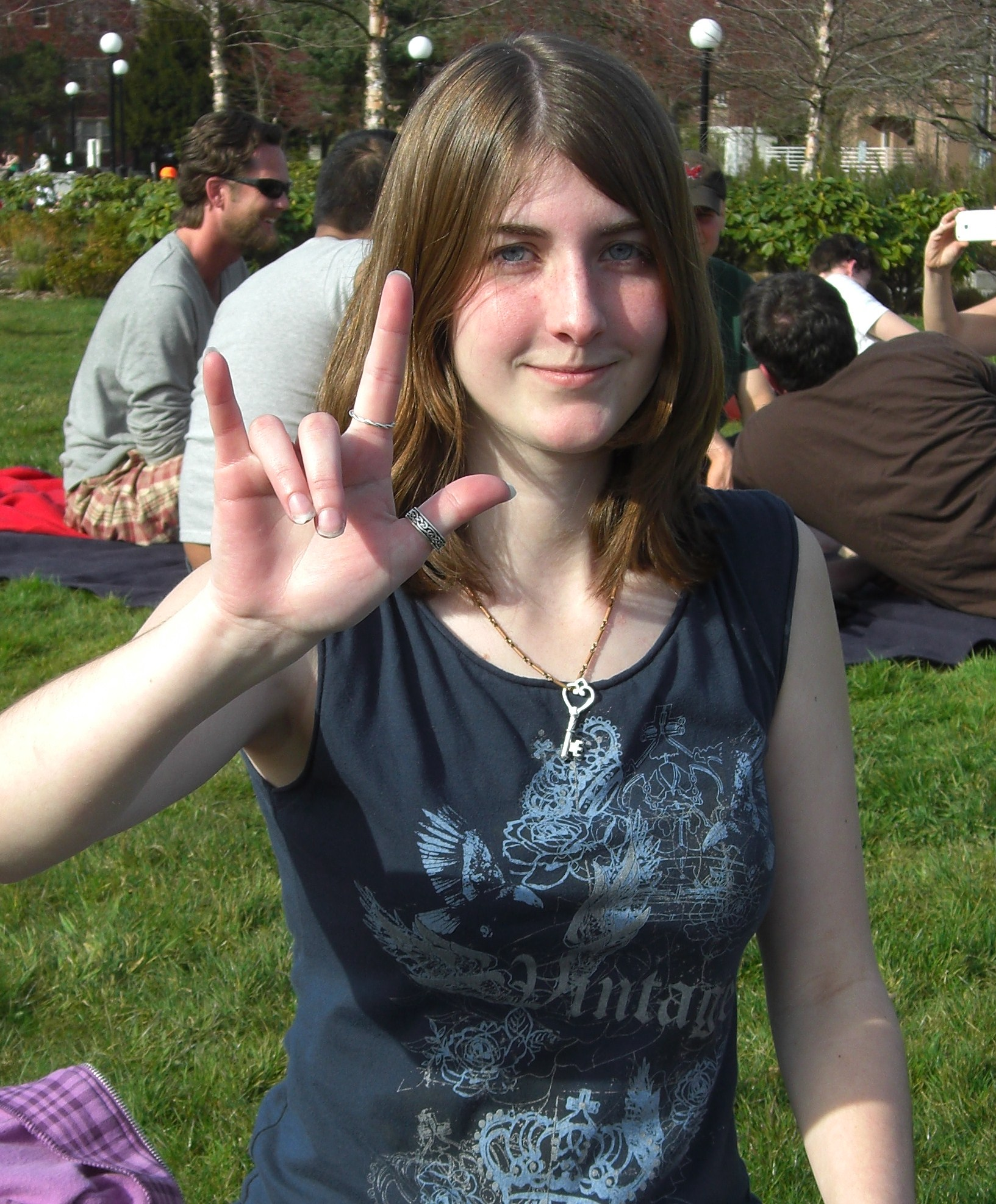
ILY – powszechny znak w kulturze Głuchych oznaczający „Kocham cię” (nieformalny)

ILY – nieformalny znak amerykańskiego języka migowego. Jego używanie można zauważyć głównie na terenie Stanów Zjednoczonych i innych krajach amerykanizowanych; znak powstał wśród głuchych uczniów używających amerykańskiego języka migowego z kombinacji znaków dla liter I, L i U (wymawiane po angielsku jako you, ang. I love you – pol. kocham cię).
Znak jest nieformalnym wyrazem jednego z kilku pozytywnych uczuć, od szacunku po miłość. Podobnie wyglądająca, ale niepowiązana odmiana pojawia się w kulturze muzyki heavymetalowej jako znak mano cornuta oraz w futbolu akademickim jako Hook ’em Horns. Louisiana Ragin’ Cajuns używa znaku ILY, aby symbolizować inicjały uniwersytetu (University of Luisiana – UL).

## Historia
Historia głuchych datuje powstanie znaku na rok 1905. Znak zyskał znaczną popularność w mediach, kiedy Richard Dawson użył ILY w swoim podpisie z każdego odcinka Family Feud, którego był gospodarzem od 1976 do 1985. Kandydat na prezydenta Jimmy Carter podobno odebrał go od grupy niesłyszących zwolenników ze Środkowego Zachodu w 1977 roku; podczas swojej parady z okazji inauguracji, pokazał ILY grupie głuchych ludzi stojących na chodniku.
Popularny zawodowy zapaśnik lat 80. Jimmy Snuka często pokazywał znak ILY obiema rękami podczas swoich meczów i wywiadów.

## W kulturze popularnej

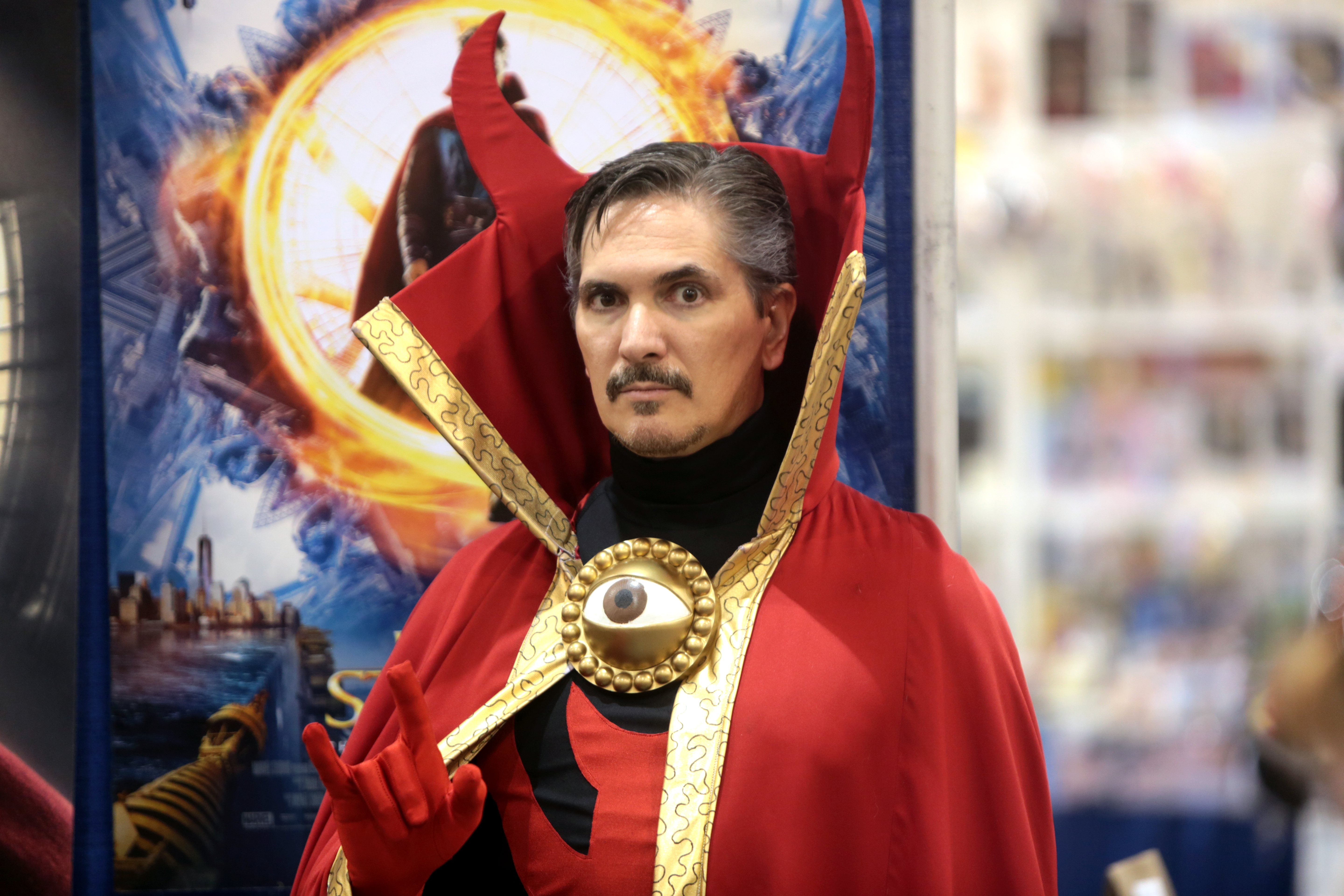
Doktor Strange wykonujący znak ILY

Znak ILY jest używany przez fikcyjną postać Doktora Strange jako środek do rzucania swoich mistycznych zaklęć.
Odwrócona wersja znaku ILY jest używana przez Spider-Mana do aktywacji jego sieci, trzymając znak dłonią do góry, z nadgarstkami odchylonymi do tyłu, tak aby jego palce wskazujące i małe palce były skierowane w stronę ziemi.
Gene Simmons z rockowego zespołu Kiss używa tego symbolu w sesjach zdjęciowych, na koncertach i publicznych wystąpieniach od 1974 roku. W wywiadach telewizyjnych oświadczył, że był fanem komiksów Marvela i zainspirowało go użycie tego symbolu przez Doktora Strange’a do wykorzystania go podczas sesji zdjęciowych. Później (do 1976 roku lub wcześniej) wykonał czarne rękawiczki, które nie miały otworów na dwa środkowe palce, tak że nawet jego podniesiona otwarta dłoń mogła naśladować znak ILY.
Końcowa poza teledysku k-popowej piosenki „Boy with Luv” zespołu BTS również zawiera ten znak. Wówczas wszyscy członkowie zespołu odwracają się tyłem do publiczności, a ich prawe ręce odwzorowują ten znak.
W teledysku k-popowego utworu „Fancy” zespołu Twice członkowie grupy wykonują ten gest podczas tańca.
W anime Love Live!, fikcyjna postać Nico Yazawa ma pozę zwaną Nico Nico Nii, w której wykonuje ten znak obiema rękami.